# Amblyops ewingi
Amblyops ewingi är en kräftdjursart som beskrevs av Mihai Bacescu 1967. Amblyops ewingi ingår i släktet Amblyops och familjen Mysidae. Inga underarter finns listade i Catalogue of Life.